# トロフェオ・アルフレッド・ディ・ステファノ
トロフェオ・アルフレッド・ディ・ステファノ（Trofeo Alfredo Di Stéfano）は、スペインのスポーツ紙であるマルカによって選ばれたリーガ・エスパニョーラ最優秀選手に贈られる賞。2007-08シーズンより始まった。名称の由来はアルフレッド・ディ・ステファノ。

## 受賞者
| シーズン | 受賞者                                        | 2位                                           | 3位                                                 |
| -------- | --------------------------------------------- | --------------------------------------------- | --------------------------------------------------- |
| 2007-08  | ラウル・ゴンサレス レアル・マドリード         | セルヒオ・アグエロ アトレティコ・マドリード   | イケル・カシージャス レアル・マドリード             |
| 2008-09  | リオネル・メッシ FCバルセロナ                 | アンドレス・イニエスタ FCバルセロナ           | ディエゴ・フォルラン アトレティコ・マドリード       |
| 2009-10  | リオネル・メッシ FCバルセロナ                 | シャビ・エルナンデス FCバルセロナ             | クリスティアーノ・ロナウド レアル・マドリード       |
| 2010-11  | リオネル・メッシ FCバルセロナ                 | クリスティアーノ・ロナウド レアル・マドリード | シャビ・エルナンデス FCバルセロナ                   |
| 2011-12  | クリスティアーノ・ロナウド レアル・マドリード | リオネル・メッシ FCバルセロナ                 | アンドレス・イニエスタ FCバルセロナ                 |
| 2012-13  | クリスティアーノ・ロナウド レアル・マドリード | リオネル・メッシ FCバルセロナ                 | アンドレス・イニエスタ FCバルセロナ                 |
| 2013-14  | クリスティアーノ・ロナウド レアル・マドリード | ジエゴ・コスタ アトレティコ・マドリード       | リオネル・メッシ FCバルセロナ                       |
| 2014-15  | リオネル・メッシ FCバルセロナ                 | クリスティアーノ・ロナウド レアル・マドリード | ネイマール FCバルセロナ                             |
| 2015-16  | クリスティアーノ・ロナウド レアル・マドリード | ルイス・スアレス FCバルセロナ                 | アントワーヌ・グリーズマン アトレティコ・マドリード |
| 2016-17  | リオネル・メッシ FCバルセロナ                 | クリスティアーノ・ロナウド レアル・マドリード |                                                     |
| 2017-18  | リオネル・メッシ FCバルセロナ                 | クリスティアーノ・ロナウド レアル・マドリード |                                                     |
| 2018-19  | リオネル・メッシ FCバルセロナ                 | ルイス・スアレス FCバルセロナ                 |                                                     |
| 2019-20  | カリム・ベンゼマ レアル・マドリード           |                                               |                                                     |
| 2020-21  | ルイス・スアレス FCバルセロナ                 |                                               |                                                     |
| 2021-22  | カリム・ベンゼマ レアル・マドリード           |                                               |                                                     |

## 受賞回数ランキング
太文字は最新の受賞者を表す
| 選手                       | 受賞回数 |
| リオネル・メッシ           | 7        |
| クリスティアーノ・ロナウド | 4        |
| カリム・ベンゼマ           | 2        |
| ラウル・ゴンサレス         | 1        |
| ルイス・スアレス           | 1        |